# Too Much Love Will Kill You
«Too Much Love Will Kill You» ("Demasiado amor te matará") es una canción escrita por Brian May guitarrista de la banda Queen, Frank Musker y Elizabeth Lamers. Inicialmente el tema fue grabado por dicha agrupación dentro de las sesiones de su obra The Miracle en 1989, sin embargo por problemas de derechos de propiedad relacionados con Musker y Lamers, la canción no pudo ser incluida. El tema se revelaría finalmente cuando Brian May la interpretó dentro del concierto y tributo póstumo a Freddie Mercury. 
Brian May le daría lanzamiento oficial al incluirla en su obra de estudio Back to the Light, editada en 1992. Lanzado como sencillo, "Too Much Love Will Kill You" alcanzó el puesto #5 en el Reino Unido. 
En 1995, los tres miembros restantes de Queen reeditaron la grabación original de 1988 y la incluyeron como track 8 y cuarto sencillo de su obra Made In Heaven, con una versión cantada por Freddie Mercury, alcanzando el puesto #15 en las listas británicas.
En 1996 Brian May ganó el Premio Ivor Novello por esta canción, a lo que dijo; "Si hay una canción por la que hubiera querido ganar un premio, es Too Much Love Will Kill You." La canción fue escrita durante el divorcio que estaba viviendo Brian May, él le había sido infiel a su esposa y estaba completamente destrozado. Dijo que escribió esta canción porque no había otra cosa que pueda hacer en ese momento, necesitó ayuda para escribirla porque no lograba describir todo lo que sentía en ese momento con una canción.
Una versión memorable es la interpretada en 2003 en el concierto "Pavarotti & Friends", donde la canción fue interpretada por Queen (Brian y Roger, siendo el primero quien cantara como voz principal) y Luciano Pavarotti, intercalando versos: Brian cantaba uno en inglés, mientras Pavarotti cantaba otro en italiano. Así hasta el final de la canción donde los dos cantaron el final "...Too Much Love Will Kill You...In The End...".

## Videos Musicales
El vídeo de la versión de Brian May de la canción fue dirigido por David Mallet y muestra a May cantando la canción a la cámara, y está intercalado con imágenes de varias películas caseras. El vídeo de la versión Queen de la canción fue dirigido por DoRo y es un vídeo de estilo montaje de clips principalmente de actuaciones en vivo y vídeos promocionales, y utiliza la versión promocional de la canción.
- Datos: Q223364